# Protrudina

Domini extracel·lular de la protrudina, amb les llàmines beta i les hèlix alfa senyalitzades per fletxes i espirals respectivament

La protrudina (“Zinc finger FYVE domain-containing protein 27” o “Spastic paraplegia 33 protein”) és una proteïna que en humans està codificada pel gen ZFYVE27 (o SPG33), que es troba al cromosoma 10 (en humans, tot i que també és present en altres mamífers). És una proteïna de membrana, localitzada principalment al reticle endoplasmàtic, que és clau en la regulació del tràfic vesicular implicat en el procés de reciclatge dependent de Rab11 mitjançant transport de membrana polaritzat, que promou el creixement neuronal.
La protrudina, que tal com ja s'ha esmentat, es localitza al reticle endoplasmàtic, conté forquetes hidrofòbiques intermembranoses que regulen la seva localització dins el reticle endoplasmàtic tubular. D'altra banda, també controla les interaccions de les proteïnes que li donen forma.
Està constituïda per 411 aminoàcids i conté dues estructures característiques: un domini d'unió amb la Rab11 (RBD11) i un domini FYVE, que participa en la unió de lípids, a més de diversos dominis transmembrana helicoidals.
La protrudina participa en el manteniment de la integritat neuronal, de manera que les seves mutacions estan directament relacionades amb la paraplegia espàstica hereditària. De fet, el descobriment de la proteïna rau a la capacitat que en té per iniciar certs processos essencials a la neurona.
D'altra banda, participa també en altres processos com ara la regulació de la funció i la morfologia del reticle endoplasmàtic, actua com una proteïna adaptadora que facilita la interacció de KIF5A amb VAPA, VAPB, SURF4, RAB11A, RAB11B i RTN3 i els complexos ZFYVE27-KIF5A contribueixen al transport d'aquestes proteïnes a les neurones.

## Funció principal
La protrudina promou la formació de neurites mitjançant l'activació del tràfic vesicular polaritzat, a través de la interacció amb la conformació de la Rab11 unida a GDP.
El factor de creixement nerviós (NGF) s'uneix a un receptor de tirosina cinasa i provoca la fosforilació de la protrudina per mitjà de la quinasa extracel·lular regulada per senyals ("Extracellular signal-regulated kinase", ERK).
En conseqüència, aquesta fosforilació de la protrudina promou la seva associació amb la Rab11-GDP, que s'uneix pel domini RBD11.
La protrudina interacciona amb la conformació GDP-Rab11 en lloc de la GTP-Rab11, ja que el domini on s'uneix la Rab, el domini RBD11, no conté els aminoàcids necessaris perquè s'interaccioni amb la forma de Rab11 unida a GTP. En canvi s'ha demostrat que la seqüència d'aminoàcids del RBD11 de la protrudina és similar a les corresponents seqüències de GDI-α i GDI-β, que interaccionen amb diverses proteïnes Rab unides a GDP, i que conseqüentment el RBD11 -a causa de la seva seqüència d'aminoàcids- només pot interaccionar amb la conformació unida a GDP.

## Estructura

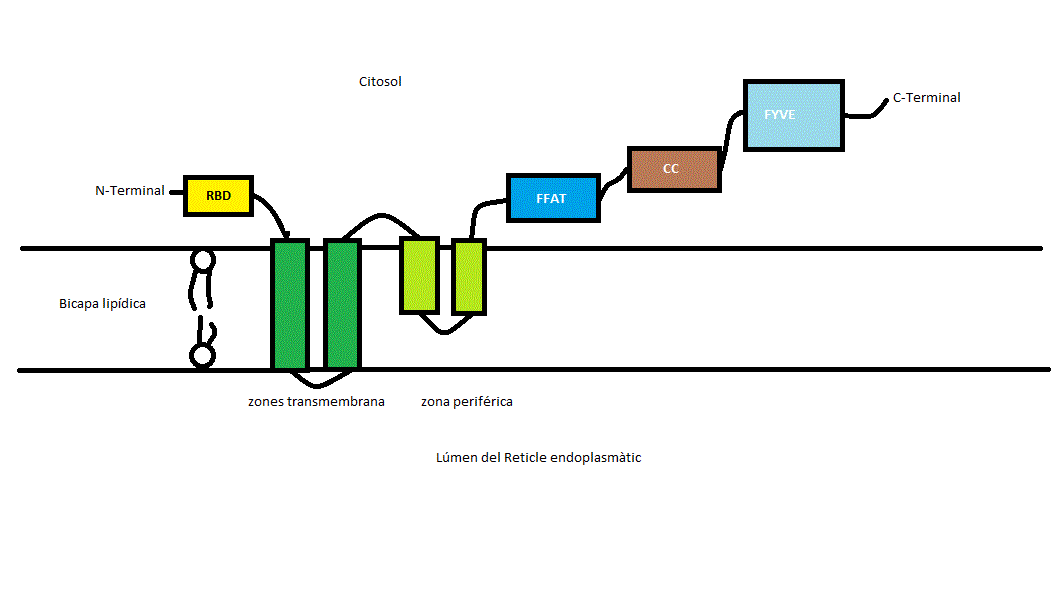
Croquis que permet distingir la localització dels diferents dominis de la proteïna a la membrana del reticle endoplasmàtic

### Dominis
La protrudina està formada per diversos dominis:
- Un domini d'hèlix superenrotllada ("Coiled-coil" o "CC")
- Dos dominis transmembrana hidrofobics, en forma helicoidal (HP-1 i HP-2)
- Un domini d'unió amb el Rab11 (RBD11, "Rab binding domain 11")
- Un anell de zinc FYVE que és el domini d'unió amb els lípids.

Els dominis hidrofòbics de la protrudina solen adoptar topologies de forqueta, similars a les de les atlastines o les reticulones, que determinen la forma del reticle endoplasmàtic (en el que tenen un gran paper quan es tracta de la seva morfologia) o les REEP.
D'altra banda, és el domini del terminal N de les protrudines el que regula la interacció amb algunes proteïnes, com ara l'espastina, mentre que, en canvi, s'ha demostrat que el terminal C del domini FYVE no interacciona amb l'espastina, a diferència de què es creia anteriorment.

### Seqüències
Entre aquests dos darrers dominis, té una seqüència motiu curta: la FFAT (dues fenilalanines en un tracte àcid, en anglès "Two phenylalanines in an acid tract", senyal d'orientació del reticle endoplasmàtic) que regula com la protrudina interacciona amb les proteïnes VAP (la VAPA i la VAPB, proteïnes integrals de membrana del RE).
També conté una seqüència de consens inhibidora de la dissociant de guanosina difosfat (GDI, guanosine dissociation inhibitor).

## Localització
La protrudina es troba, principalment, a les neurones, que són cèl·lules altament polaritzades que formen part del sistema nerviós; ja que s'encarrega del seu manteniment. En l'àmbit cel·lular, formen part del reticle endoplasmàtic, participant en gran quantitat de processos relacionats amb aquest compartiment, com ara el transport vesicular (concretament transport vesicular de reciclatge), als endosomes de reciclatge i a la membrana plasmàtica.
De fet, normalment la protrudina resideix al reticle endoplasmàtic, però en cèl·lules neuronals és desplaça cap als endosomes de reciclatge en resposta a l'estimulació del NGF ("Nerve growth factor") i, en última instància, es transporta a la punta de les prolongacions de la neurona formades recentment.
Tenint en compte que es considera que el motiu FFAT serveix com a senyal d'orientació del reticle endoplasmàtic, es podria esperar que aquest motiu contribueixi tant a la localització de la protrudina al mateix reticle com a la regulació de la formació de les prolongacions neuronals per aquesta proteïna. El senyal FFAT (seqüència d'aminoàcids de consens d'EFFDAXE, on a la posició d'X hi pot anar qualsevol aminoàcid) està present en diverses proteïnes d'unió de lípids que estan implicades en la transferència de lípids entre reticle i golgi, per exemple.
Tot i això, les protrudines no es troben únicament a les neurones. La seva expressió a cèl·lules no neuronals indueix que es formin protuberàncies a la membrana similars a les de les que tenen les neurones. El que sí sembla exclusiu de les neurones són les unions protrudina-KIF5, ja que semblen tenir algunes funcions únicament neuronals.

### Localització de cada part de la seqüència d'aminoàcids en els éssers humans
- 1-66 Citoplasma
- 67-87 Hèlix transmembrana
- 88 Aminoàcid obert al lumen del reticle endoplasmàtic.
- 89-109 Hèlix transmembrana
- 110-187 Citoplasma
- 188-208 Hèlix transmembrana
- 209-411 Domini extracel·lular

## Domini FYVE de la protrudina
A diferència dels dominis FYVE més habituals d'altres molècules, que estan localitzats als “early endosomes” (endosomes primerencs), el domini FYVE de la protrudina es troba també a la membrana plasmàtica. S'encarrega de regular el transport de la protrudina entre l'endosoma i la membrana plasmàtica, de tal manera que és indispensable en el paper que té la protrudina en la mediació de l'extensió de la neurona.
Dins la distribució de la protrudina, el domini FYVE coincidiria amb el terminal C de la proteïna.
Hi ha una gran quantitat de proteïnes que tenen la capacitat de reconèixer fosfolípids específics gràcies a dominis d'unió (LBD, domini lligand-unió) amb diverses estructures i altres lípids determinats. Aquesta interacció ajuda a regular diversos processos cel·lulars com ara la senyalització de cèl·lules, el tràfic vesicular, l'organització del citoesquelet, l'autofàgia i l'extensió neuronal, que requereix transport vesicular per poder realitzar-la.
En aquest cas, el domini FYVE de la protrudina té una alta afinitat per vesícules que contenen PtdIns(3,4)P₂, PtdIns(4,5)P₂ i PtdIns(3,4,5)P₃, respectivament, mentre que mostra molt poca afinitat per les que presenten, PtdIns(3)P, PtdIns(4)P o PtdIns(5)P.
Els valors que manifesta la Kd, en la unió del domini FYVE de la protrudina a vesícules que contenen PtdIns(3,4)P₂, PtdIns(4,5)P₂ i PtdIns(3,4,5)P₃, van de 100 a 200 nM.
D'altra banda, la PtdIns(4,5)P₂ s'associa a la cara predominantment positiva del domini FYVE i la Arg-381, la Lys-386, la Lys-367 i la Arg-369 (sobretot aquests dos últims), són els residus (aminoàcids) que interactuen directament amb els grups fosfats de PtdIns(4,5)P₂, de la mateixa manera que ho fan amb la PtdIns(4,5)P₂ i la PtdIns(3,4,5)P3.
Cadascun d'aquests fosfolípids té una funció diferent en el control del tràfic de la protrudina mitjançant la interacció amb el domini FYVE:
- La PtdIns(4,5)P₂ és important pel transport vesicular de la protrudina: la PtdIns(3,4)P₂ i la localització vesicular de la protrudina depenen de l'activitat d'unió del domini FYVE amb la PtdIns(4,5)P₂.

I l'endocitosi mitjançada pel PtdIns(4,5)P₂ regula el tràfic endosomal de la protrudina.
- La PtdIns(3,4)P₂, en canvi, juga un rol més directe en la recol·lecta de protrudina per la membrana plasmàtica.

## Processos en els quals participa
La protrudina té un paper molt important en el reciclatge de la membrana, té a veure amb els canvis que hi ha en els endosomes de reciclatge, i la inducció de l'extensió neuronal mitjançant el repartiment de càrregues a les neurones com ja s'ha esmentat. A més, també té un paper important en el tràfic vesicular i el tràfic vesicular endocític, la regulació del citoesquelet, el creixement del factor de senyalització SARA i endofina i està directament implicada en la paraplegia espàstica hereditària, adoptant una forma dominant autosòmica, en l'àmbit genètic.

### Interaccions relacionades directament amb la formació de neurones
- L'espastina i el KIF5 són algunes de les proteïnes que interactuen amb la protrudina, i aquestes en específic indueixen la formació de neurones mitjançant un tràfic de membrana basat en microtúbuls. Precisament, el KIF5 ho realitza establint una interacció amb la protrudina que afavoreix el repartiment de les càrregues neuronals, mentre que el sistema protrudina-espastina té especial importància a la morfogènesi axonal.
- La protrudina també facilita la interacció del KIF5 ("Kinesin related protein 5") amb la RAB11, la VAP-A ("Vesicle-associated membrane protein-associated protein A") i la VAP-B ("Vesicle-associated membrane protein-associated protein B"), la Surf4 ("Surfeit locus protein 4") i la RTN3 ("Reticulon 3"), ja que es tracta d'una proteïna adaptadora. Els complexos que formen la protrudina i el KIF5 contribueixen al transport d'aquelles proteïnes mencionades anteriorment a les neurones.
- D'aquesta mateixa manera, la regulació del tràfic de la protrudina, de l'endosoma a la membrana plasmàtica, mitjançant la unió de PtdIns(4,5)P₂ i PtdIns(3,4)P₂/PtdIns(3,4,5)P₃ al seu domini FYVE és indispensable per poder dur a terme la seva funció de facilitar el transport de proteïnes de càrrega neuronal.
- Els LBD, els dominis on s'uneixen els lligands amb les molècules d'unió, tenen una funció important en la regulació espaciotemporal de la proteïna mitjançant la seva interacció amb diversos lípids, com ara la protrudina, que participa en aquesta estimulació de l'extensió neuronal mitjançant un moviment dinàmic del reticle endoplasmàtic a la membrana plasmàtica.[13]

### Funcions al reticle endoplasmàtic i la seva implicació al creixement neuronal
D'altra banda, la protrudina també participa en la regulació de la morfologia i la funció del reticle endoplasmàtic. És més, la protrudina s'uneix a la proteïna VAP-A, una proteïna VAP que es troba al reticle endoplasmàtic que està relacionada amb les proteïnes de membrana associades a les vesícules, i que podria arribar a suposar-ne una deslocalització si hi hagués una reducció de la proteïna VAP-A, de tal manera que hi hauria una inhibició del creixement neuronal (sobretot el que està induït pels factors de creixement nerviós de les cèl·lules PC12).
La majoria de les proteïnes que interactuen amb la protrudina són del reticle endoplasmàtic, com ara el motor molecular KIF5, les VAP-A/B i la reticulona 3. Per això, també té funcions en la distribució dels túbuls del reticle endoplasmàtic i en els contactes que té el reticle endoplasmàtic amb la membrana plasmàtica i altres compartiments de la cèl·lula.

## Síntesi
La síntesi de la protrudina segueix el mateix model bàsic de síntesi de proteïnes; es descodifica del ADN un ARN missatger (ARNm) amb exons i introns (s'haurà de desfer d'aquests últims en un procés de maduració), que al seu torn anirà a parar als ribosomes, els quals relacionaran un ARN de transferència per cada triplet de bases de l'ARNm i afegiran l'aminoàcid corresponent a la proteïna.
La protrudina, com és una proteïna transmembrana que necessita una sèrie de plegaments concrets i en té un aminoàcid que rebrà una glicosilació de tipus "N-link" (Una Asparagina en posició 209), rep una sèrie de modificacions postraduccionals al reticle endoplasmàtic. Principalment, atès que no calen retalls en l'estructura primària de la proteïna, però sí a l'estructura secundària i terciària, no hi interactuen les peptidases i sí que ho fan les que s'inclouen a la família de les xaperones.
Un cop acabades aquestes últimes modificacions, procedeix el procés de maduració de la glicosilació de l'aminoàcid, mitjançant una deleció i addicció de monosacàrids a l'aparell de Golgi.
Havent-ne superat primer el control de qualitat del reticle endoplasmàtic i la maduració a l'aparell de Golgi, la protrudina es troba preparada per realitzar la seva funció al compartiment cel·lular pertinent.

## Mutacions
Les mutacions són canvis en la seqüència de bases de l'ADN que poden afectar o no a la composició de l'estructura primària de la proteïna; depenen de si es canvia un triplet per un altre que codifiqui un aminoàcid diferent o no i de la funció d'aquest aminoàcid dintre la proteïna. Poden afectar perjudicialment o no a la salut. Si es tracta d'aminoàcids molt diferents i a més a més si es canvia qualsevol nivell estructural de la proteïna, els seus efectes poden ser molt greus.
A la protrudina, es poden observar algunes experimentals, provocades a laboratori:
- Posició 82 una valina per una isoleucina
- Posició 138 una glicina per una valina
- Posició 191 una glicina per una valina (no afecta, en el reticle endoplasmàtic, ni en la funció ni en la morfologia)

## La protrudina i la paraplegia espàstica hereditària
La paraplegia espàstica hereditària (HSP) és un desordre neurodegeneratiu caracteritzat per una degeneració axonal retrograda que primer afecta neurones espinals llargues. Aquest desordre neurodegeneratiu està basat en l'espasticitat progressiva en els membres inferiors. Altres símptomes freqüents en la paraplegia espàstica hereditària poden ser convulció, demència o una discapacitat intel·lectual. Gràcies a experiments fets es pot concloure que aquesta proteïna, la protrudina, té un paper crític en funcions cognitives del cervell.
La paraplegia espàstica hereditària és una de les malalties més heterogènies en l'àmbit genètic, ja que pot presentar mutacions en 31 gens diferents, com a mínim. Més de la meitat dels casos són causats per unes mutacions patogèniques, concretament en quatre gens que codifiquen proteïnes amb funcions relacionades amb la formació de la xarxa tubular del reticle endoplasmàtic i en el tràfic vesicular que indueix el creixement neuronal: l'atlastin-1 (SPG3A), l'espastina (SPG4), la reticulona 2 (SPG12) i el receptor que millora l'expressió de la proteïna 1 (SPG31). Aquestes proteïnes intervenen a processos en els quals també participa la protrudina, com ara l'espastina, que interactua amb el domini N-terminal de la protrudina.
- La proteïna que codifica el gen SPG3A té dos dominis hidrofòbics molt propers que pràcticament formen una forqueta d'extensió de la membrana. Aquesta proteïna és necessària per realitzar la localització tubular del reticle endoplasmàtic i regular la fusió dels túbuls del reticle endoplasmàtic per tal de formar la seva xarxa poligonal.
- La SPG32 i la SPG12 són gens que contenen la informació de proteïnes que milloren l'expressió del receptor de la proteïna 1 i la reticulona 2. Totes dues proteïnes contenen una forqueta hidrofòbica d'extensió de la membrana, igual que en el cas de la proteïna del SPG3A, que té una forma allargada i que aporta la curvatura característica dels túbuls del reticle endoplasmàtic. De fet, el gen SPG3A promou l'extensió de les neurones durant el seu desenvolupament i és un dels gens que més sovint presenta mutacions de caràcter dominant autosòmic en casos de paraplegia espàstica hereditària de més de deu anys.
- La SPG4 codifica l'espastina, que conté una forqueta hidrofòbica i es localitza als túbuls del reticle endoplasmàtic, que són importants per les interaccions entre les seves pròpies proteïnes. L'espastina és una ATPasa que forma part de la família de les ATPases Associades a una Activitat cel·lular diversa (AAA). Està involucrada en el fraccionament dels microtúbuls, que es troba present sobretot a la meiosi i la mitosi amb la finalitat d'alliberar el centrosoma. Aquest procés és essencial a les neurones, ja que la mobilitat dels microtúbuls està molt lligat a la longitud que tenen.[15] Les mutacions que presenta la SPG4 provoca moltes pertorbacions a la dinàmica i els processos dels microtúbuls que es troben al motor central dels axons. A més, l'espastina es troba a moltes vesícules punctates, de tal manera que també es veu alterat el transport vesicular a les cèl·lules, ja que el terminal N de l'espastina conté un domini que interactua amb els microtúbuls, l'atlastina-1 i la proteïna 1 (REEP1), i totes elles intervenen o bé, en el tràfic endosomal, o en la formació de la xarxa del reticle endoplasmàtic.

Tot i això, el grup més gran de proteïnes relacionat amb la paraplegia espàstica hereditària, per sobre del que regula la morfogènesi del reticle endoplasmàtic, està relacionat amb el tràfic de membrana, com ara l'espastina i la quinasina, que es troben dins la família de proteïnes KIF5, i interactuen amb la protrudina, participant en diversos processos cel·lulars conjuntament. 

## La protrudina en diversos organismes
Aquesta proteïna es pot trobar en diferents organismes, concretament en humans, ratolins, rates, orangutans de Sumatra, bous i galls. En cada organisme presenta diferències en la seva estructura primària, és a dir, presenta diferències en la cadena d'aminoàcids, però aquestes són poc importants, i els diferents dominis de la protrudina (FYVE, RBD, dominis transmembrana...) es troben en tots els organismes anomenats anteriorment però amb una lleugera diferència en la posició de la cadena d'aminoàcids en la qual es troben.
Una bona mostra és el domini FYVE, on podem observar aquests petits canvis que es troban als aminoàcids en les següents posicions: 
- 344-410 en humans i bous
- 348-414 en ratolins
- 337-403 en rates
- 339-405 en galls

Si fem una comparació amb un software de l'alineament de proteïnes, concretament la seqüència d'aminoàcids de la protrudina humana i, per exemple, la seqüència de la rata trobem 356 posicions idèntiques (sobre 411 aminoàcids), és a dir, una identitat del 86,6%. Podem concloure que la protrudina realitza les mateixes funcions: formació de neurites, tràfic vesicular,etc en els dos mamífers.
Una característica important a recalcar és que la protrudina presenta més variabilitat (tant pel que fa a mutacions com pel que fa a variabilitat natural) en humans que en altres organismes.